# Deutsche Volkspolizei

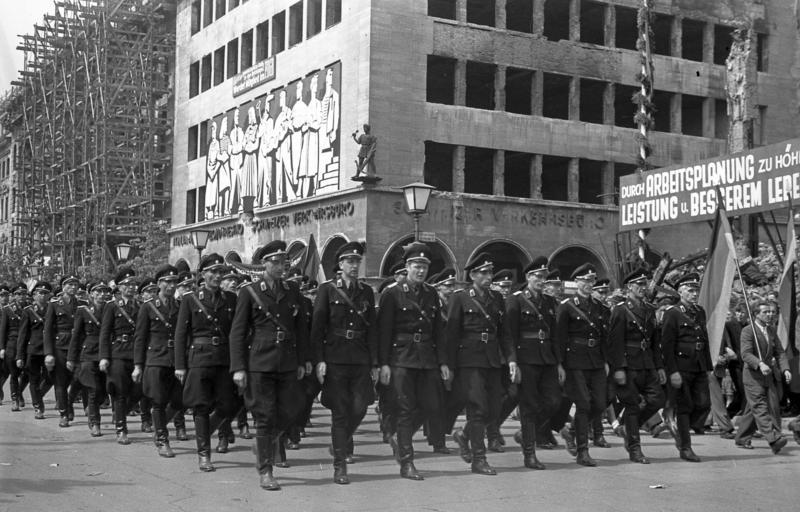
Vopo's bij optocht op 1 mei 1949

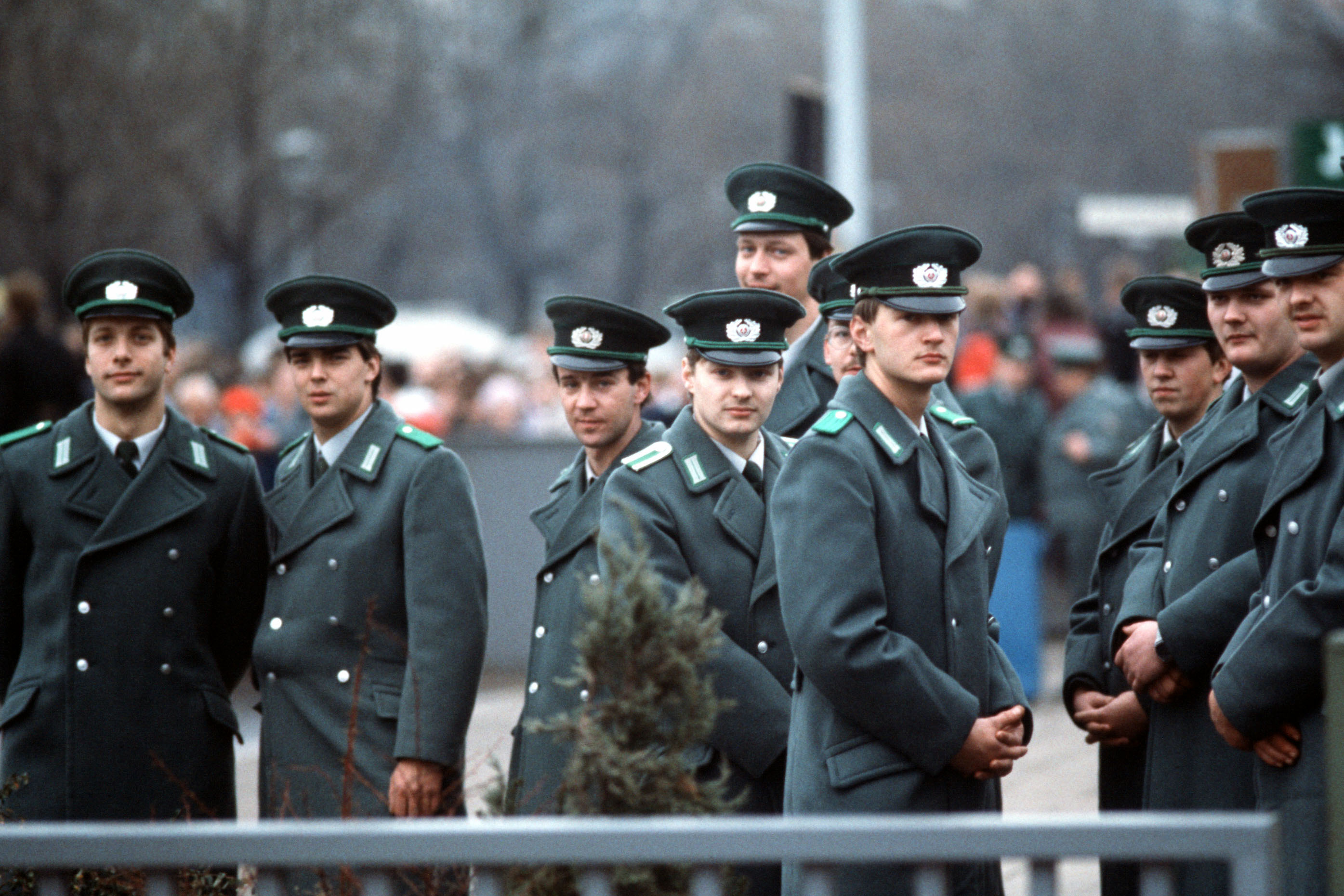
Volkspolizei in Berlijn (1989)

De Deutsche Volkspolizei (Duits voor volkspolitie) was de politie van de DDR. Een lid van de Volkspolizei werd Vopo genoemd (een lettergreepwoord).
De Volkspolizei werd op 1 juli 1945 opgericht in de Sovjet-bezettingszone van Duitsland. Vanaf de oprichting van de DDR viel de Volkspolizei onder het ministerie van Binnenlandse Zaken en werd centraal aangestuurd. De Volkspolizei zorgde voor de openbare orde en veiligheid en de opsporing van misdaden. Naast deze politietaken had de Volkspolizei ook een aandeel in het repressieve systeem van de SED-regering. Veel leidinggevende posities werden ingenomen door SED-partijleden en er werd vaak samengewerkt met de Stasi. Vopo's hadden de opdracht om dissidenten in de gaten te houden en eventuele protestacties te beëindigen.
Na de Duitse hereniging in 1990 werden de leden van de Volkspolizei opgenomen in de politieorganisatie van de Bondsrepubliek. In tegenstelling tot de officieren van de Nationale Volksarmee konden Vopo's veelal in dienst blijven, hoewel een uitgebreide training op het gebied van omgang met burgers en rechten van burgers noodzakelijk was. 

## Organisatie
De Volkspolizei had militaire rangen. Het bestond uit de volgende onderdelen:
- Schutzpolizei, de normale politie
- Verkehrspolizei, de verkeerspolitie
- Transportpolizei, vergelijkbaar met de Nederlandse Spoorwegpolitie
- Kriminalpolizei, de recherche
- Wasserschutzpolizei, de politie te water, die ook een rol had in de grensbewaking
- Abschnittsbevollmächtigter

## Sportclubs
Uit de Volkspolizei kwamen ook sportverenigingen voort. De bekendste zijn:
- SV Deutsche Volkspolizei Dresden, het tegenwoordige Dynamo Dresden
- Volkspolizei Schwerin, het tegenwoordige Eintracht Schwerin
- SG Volkspolizei Potsdam, waarvan de spelers overgingen naar de SG Dynamo Hohenschönhausen